# Irdeto

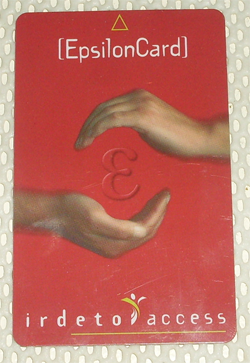
Irdeto-kaart

Irdeto is een van oorsprong Nederlandse onderneming die software maakt voor het beveiligen van betaal-tv. De regionale hoofdkantoren zijn gevestigd in Hoofddorp, Peking en San Francisco. Men produceert smartcards en surface mounted devices die nodig zijn voor het zichtbaar maken van betaal-tv via kabel, satelliet, IPTV en mobiele telefoons.
Irdeto werd opgericht in 1969 door media-ingenieur Pieter den Toonder te Dordrecht. Irdeto is een samenvoeging van Ingenieur Den Toonder. Inmiddels is het bedrijf een dochteronderneming van de Zuid-Afrikaanse mediagroep Naspers.
Verscheidene providers over de hele wereld maken gebruik van het systeem, zoals in Nederland bijna alle kabelmaatschappijen (met uitzondering van UPC, dat nagravision gebruikte). Satellietprovider CanalDigitaal maakte tot 10 december 2012 ook jaren gebruik van deze versleuteling.
Het originele coderingssysteem Irdeto 1 werd eind jaren '90 kwetsbaar voor piraterij; er verschenen illegale smartcards waarmee men gratis de gecodeerde kanalen kon ontvangen. Hierop werd in oktober 2000 een verbeterde versie geïntroduceerd onder de benaming Irdeto 2.
Deze codering werd in 2007 beperkt gekraakt. Met de zogenaamde Gammakaart kon en kan men gratis naar de pakketten van o.a. Ziggo en tot 10 december 2012 ook Canal Digitaal kijken. De kaart is inmiddels nog maar moeilijk te bemachtigen door maatregelen tegen piraterij.